# 奥井敦
奥井 敦（おくい あつし、1963年 - ）は日本のアニメーション撮影監督。島根県出身。

## 経歴
東京デザイナー学院在学中、同じクラスの山口祐司の紹介で旭プロダクションにアルバイト勤務。1981年に同校を中退して正式に入社し、撮影監督の三沢勝治に師事する。先輩の撮影技師が相次いで退社したことに伴い、20代で撮影監督を任され、大友克洋、富野由悠季、宮崎駿の信頼を獲得する。
1992年にスタジオジブリの新社屋が完成したと同時に発足した撮影部の部長となるため同社に移籍。入社間もなく、ジブリ専門の撮影台の設計に携わる。
2023年現在はスタジオジブリ執行役員映像部長エグゼクティブイメージングディレクターの職にある。ジブリの制作部門解体後に設立されたスタジオポノック作品でもジブリの立場から映像演出・監修を務めている。

## 代表作

### テレビアニメ
| 期間          | 期間          | 番組名                 | 制作（放送局）                             | 担当     |
| ------------- | ------------- | ---------------------- | ------------------------------------------ | -------- |
| 1985年3月2日  | 1986年2月22日 | 機動戦士Ζガンダム      | 名古屋テレビ 創通 サンライズ               | 撮影     |
| 1987年4月5日  | 1989年3月27日 | ウルトラB              | テレビ朝日 シンエイ動画                    | 撮影監督 |
| 1988年4月15日 | 1989年3月31日 | 魔神英雄伝ワタル       | 日本テレビ アサツー ディ・ケイ サンライズ  | 撮影監督 |
| 1988年4月30日 | 1989年3月4日  | 鎧伝サムライトルーパー | 名古屋テレビ 東急エージェンシー サンライズ | 撮影監督 |
| 1993年5月5日  | 1993年5月5日  | 海がきこえる           | 徳間書店 日本テレビ スタジオジブリ         | 撮影監督 |

### 劇場アニメ
| 公開年 | 公開年   | 作品名                                  | 制作（配給） | 役職                       |
| ------ | -------- | --------------------------------------- | --- | -------------------------- |
| 1987年 | 3月14日  | ダーティペア                            | サンライズ （松竹） | 撮影監督                   |
| 1987年 | 12月26日 | ルパン三世 風魔一族の陰謀               | トムス・エンタテインメント （東宝）                                                                                           | 撮影                       |
| 1988年 | 3月12日  | 機動戦士SDガンダム                      | サンライズ （松竹） | 撮影                       |
| 1988年 | 3月12日  | 機動戦士ガンダム 逆襲のシャア           | サンライズ （松竹） | 撮影監督                   |
| 1991年 | 3月16日  | 機動戦士ガンダムF91                     | サンライズ （松竹） | 撮影                       |
| 1991年 | 3月16日  | 武者・騎士・コマンド SDガンダム緊急出撃 | サンライズ バンダイ （松竹）                                                                                                  | 撮影                       |
| 1992年 | 7月18日  | 紅の豚                                  | 徳間書店 JAL 日本テレビ スタジオジブリ （東宝）                                                                               | 撮影監督                   |
| 1992年 | 8月29日  | 機動戦士ガンダム0083 ジオンの残光       | サンライズ バンダイ （松竹）                                                                                                  | 撮影                       |
| 1994年 | 7月16日  | 平成狸合戦ぽんぽこ                      | 徳間書店 日本テレビ 博報堂 スタジオジブリ （東宝）                                                                            | 撮影監督                   |
| 1995年 | 7月15日  | 耳をすませば                            | 徳間書店 日本テレビ 博報堂 スタジオジブリ （東宝）                                                                            | 撮影監督                   |
| 1995年 | 7月15日  | On Your Mark〜ジブリ実験劇場            | 徳間書店 日本テレビ 博報堂 スタジオジブリ （東宝）                                                                            | 撮影監督                   |
| 1997年 | 7月12日  | もののけ姫                              | 徳間書店 日本テレビ 電通 スタジオジブリ （東宝）                                                                              | 撮影監督                   |
| 1999年 | 7月17日  | ホーホケキョ となりの山田くん           | 徳間書店 スタジオジブリ ウォルト・ディズニー・カンパニー 日本テレビ 博報堂 （松竹）                                           | 映像演出                   |
| 2001年 | 7月20日  | 千と千尋の神隠し                        | 徳間書店 スタジオジブリ ウォルト・ディズニー・カンパニー 日本テレビ 電通 東北新社 三菱商事 （東宝）                           | 映像演出                   |
| 2002年 | 7月20日  | ギブリーズ episode2                     | 徳間書店 スタジオジブリ ウォルト・ディズニー・カンパニー 日本テレビ 博報堂 三菱商事 （東宝）                                  | 映像演出                   |
| 2004年 | 11月20日 | ハウルの動く城                          | 徳間書店 スタジオジブリ ウォルト・ディズニー・カンパニー 日本テレビ 電通 三菱商事 （東宝）                                    | 映像演出                   |
| 2006年 | 1月3日   | 水グモもんもん                          | スタジオジブリ | 映像演出                   |
| 2006年 | 7月29日  | ゲド戦記                                | スタジオジブリ ウォルト・ディズニー・カンパニー 日本テレビ 電通 博報堂DYメディアパートナーズ 三菱商事 （東宝）                | 映像演出                   |
| 2008年 | 7月19日  | 崖の上のポニョ                          | スタジオジブリ ウォルト・ディズニー・カンパニー 日本テレビ 電通 博報堂DYメディアパートナーズ 三菱商事 （東宝）                | 映像演出                   |
| 2010年 | 7月17日  | 借りぐらしのアリエッティ                | スタジオジブリ ウォルト・ディズニー・カンパニー 日本テレビ 電通 博報堂DYメディアパートナーズ 三菱商事 ワイルドバンチ （東宝） | 映像演出                   |
| 2010年 | 11月20日 | パン種とタマゴ姫                        | スタジオジブリ | 映像演出                   |
| 2011年 | 7月16日  | コクリコ坂から                          | スタジオジブリ ウォルト・ディズニー・カンパニー 日本テレビ 電通 博報堂DYメディアパートナーズ 三菱商事 （東宝）                | 映像演出                   |
| 2013年 | 7月20日  | 風立ちぬ                                | スタジオジブリ ウォルト・ディズニー・カンパニー 日本テレビ 電通 博報堂DYメディアパートナーズ 三菱商事 KDDI （東宝）           | 映像演出                   |
| 2013年 | 11月23日 | かぐや姫の物語                          | スタジオジブリ ウォルト・ディズニー・カンパニー 日本テレビ 電通 博報堂DYメディアパートナーズ 三菱商事 KDDI （東宝）           | 仕上                       |
| 2014年 | 7月19日  | 思い出のマーニー                        | スタジオジブリ ウォルト・ディズニー・カンパニー 日本テレビ 電通 博報堂DYメディアパートナーズ 三菱商事 KDDI （東宝）           | 映像演出                   |
| 2017年 | 7月8日   | メアリと魔女の花                        | スタジオポノック （東宝） | 映像演出                   |
| 2018年 | 3月21日  | 毛虫のボロ                              | スタジオジブリ | 撮影監督                   |
| 2021年 | 3月8日   | シン・エヴァンゲリオン劇場版            | カラー （東宝・東映・カラー）                                                                                                 | 撮影（セル画アナログ撮影） |
| 2023年 | 7月14日  | 君たちはどう生きるか                    | スタジオジブリ （東宝） | 撮影監督                   |

### OVA
| 期間          | 期間          | タイトル名                           | 制作                | 役職 |
| ------------- | ------------- | ------------------------------------ | ------------------- | ---- |
| 1991年5月23日 | 1992年9月24日 | 機動戦士ガンダム0083 STARDUST MEMORY | サンライズ バンダイ | 撮影 |